# Leucostrophus commasiae
Leucostrophus commasiae là một loài bướm đêm thuộc họ Sphingidae. Nó được tìm thấy ở Tây Phi tới Gabon và tới Kasai ở tây nam Congo
.
Phía trên bụng có dải hơi xanh da trời.